# Geografia de Anguila
Este artigo descreve a geografia de Anguila.
Anguila é uma ilha nas Ilhas de Sotavento, que fica entre o Mar do Caribe a oeste, e o Oceano Atlântico aberto no leste. É uma longa, lisa, seca/úmida,  ilha de coral esfoliante-coberta, ao sul e leste de Porto Rico e norte da cadeia de Barlavento. Uma das Ilhas Renascença, é separada das Ilhas Virgens Britânicas pela Passagem de Anegada. A ilha não tem elevações significativas com seu terreno consiste inteiramente de praias, dunas e blefes baixos de calcário.

## Montes
Maior elevação de Anguila, Crocus Hill, é 65 m (213 pé). Crocus Hill está entre as falésias que alinham a costa norte.

## Litoral
As inúmeras baías, incluindo Barnes, Little, Rendezvous, Shoal, e Bays Road, atraem muitos turistas para esta ilha tropical. A costa e as belas praias imaculadas, são essenciais para o turismo - base da economia de Anguila. Devido ao clima quente de Anguila, as praias podem ser utilizadas durante todo o ano.

## Estatísticas
Localização: Caribe, ilha no Mar do Caribe, a leste de Porto Rico
Coordenadas geográficas: 18 15 N, 63 10 W
Referências de mapa: América Central e no Caribe
Área:
- total: 91 km2 (35 sq mi)
- terra: 91 km2 (35 sq mi)
- água: 0 km2 (0 sq mi)

Área - comparativa: cerca de metade do tamanho de Washington DC
Fronteiras terrestres: 0 km
Litoral: 61 km
Reivindicações marítimas:
- zona de pesca exclusiva: 200

 nmi (370,4 km; 230,2 mi)
- mar territorial: 3 nmi (5,6 km; 3,5 mi)

Clima: tropical moderado pelo nordeste ventos alísios
Terreno: plana e de baixa altitude ilha de coral e calcário
Extremos de elevação:
- Ponto mais baixo: Mar do Caribe 0 m
- Ponto mais alto: Crocus Hill 65 m

Recursos naturais: sal, peixe, lagosta
Uso da terra:
- terra arável: 0%
- culturas permanentes: 0%
- pastagens permanentes: 0%
- florestas e bosques: 0%
- outro: 100% (principalmente rochas com escasso matagal de carvalho, árvores, algumas lagoas de sal comercial)

Terra irrigada: NA
Riscos naturais: freqüentes furacões e outras tempestades tropical (julho a outubro)
Questões atuais - Ambiente: abastecimento de água potável às vezes não podem satisfazer a procura crescente, em grande parte por causa do sistema de pobre distribuição.

## Ilhas e ilhotas

Ilhas e ilhotas de Anguila

O território de Anguila consiste na própria ilha de Anguila (de longe o maior), bem como numerosas outras ilhas e ilhotas, a maioria das quais são muito pequenas e habitada. Essas incluem:
- Anguilita
- Blowing Rock
- Cove Cay
- Crocus Cay
- Deadman's Cay
- Ilha Dog
- East Cay
- Ilha Little
- Ilha Little Scrub
- Mid Cay
- North Cay
- Prickly Pear Cays
- Ilha Rabbit
- Ilha Sandy, também conhecida como Ilha Sand
- Scilly Cay
- Ilha Scrub
- Ilha Seal
- Sombrero, também conhecida como Ilha Hat
- South Cay
- Ilha South Wager
- West Cay

## Distritos
Anguila é dividida em catorze distritos:
| Distrito       | População (2011) |
| -------------- | ---------------- |
| Blowing Point  | 870              |
| East End       | 671              |
| George Hill    | 879              |
| Ilha Harbour   | 988              |
| North Hill     | 464              |
| North Side     | 1980             |
| Sandy Ground   | 230              |
| Sandy Hill     | 636              |
| South Hill     | 1722             |
| Stoney Ground  | 1549             |
| The Farrington | 624              |
| The Quarter    | 959              |
| The Valley     | 1067             |
| West End       | 813              |

## Clima
Anguila possui um clima tropical úmido e seco sob a Classificação climática de Köppen. A cidade tem um clima bastante seco, moderado pelo nordeste ventos alísios. As temperaturas variam pouco ao longo do ano. Alcance máximo médio diário de cerca de 27 °C (80,6 °F) em dezembro, de 30 °C (86 °F) em julho.A chuva é irregular, com média de cerca de 900 mm (35,4 pol) por ano, os meses mais úmidos são setembro e outubro, e os mais secos fevereiro e março. Anguila é vulnerável a furacões de junho a novembro, época de pico de agosto a meados de outubro.
A ilha sofreu danos, em 1995, a partir de furacão Luis.
| Dados climáticos para The Valley - capital de Anguila | Dados climáticos para The Valley - capital de Anguila | Dados climáticos para The Valley - capital de Anguila | Dados climáticos para The Valley - capital de Anguila | Dados climáticos para The Valley - capital de Anguila | Dados climáticos para The Valley - capital de Anguila | Dados climáticos para The Valley - capital de Anguila | Dados climáticos para The Valley - capital de Anguila | Dados climáticos para The Valley - capital de Anguila | Dados climáticos para The Valley - capital de Anguila | Dados climáticos para The Valley - capital de Anguila | Dados climáticos para The Valley - capital de Anguila | Dados climáticos para The Valley - capital de Anguila | Dados climáticos para The Valley - capital de Anguila |
| Mês                                                   | Jan                                                   | Fev                                                   | Mar                                                   | Abr                                                   | Mai                                                   | Jun                                                   | Jul                                                   | Ago                                                   | Set                                                   | Out                                                   | Nov                                                   | Dez                                                   | Ano                                                   |
| ----------------------------------------------------- | ----------------------------------------------------- | ----------------------------------------------------- | ----------------------------------------------------- | ----------------------------------------------------- | ----------------------------------------------------- | ----------------------------------------------------- | ----------------------------------------------------- | ----------------------------------------------------- | ----------------------------------------------------- | ----------------------------------------------------- | ----------------------------------------------------- | ----------------------------------------------------- | ----------------------------------------------------- |
| Média alta °C (°F)                                    | 28 (82)                                               | 28 (82)                                               | 28 (82)                                               | 28 (82)                                               | 30 (86)                                               | 31 (88)                                               | 31 (88)                                               | 31 (88)                                               | 31 (88)                                               | 30 (86)                                               | 29 (84)                                               | 28 (82)                                               | 30 (86)                                               |
| Média diária °C (°F)                                  | 26 (79)                                               | 26 (79)                                               | 26 (79)                                               | 27 (81)                                               | 27 (81)                                               | 28 (82)                                               | 29 (84)                                               | 29 (84)                                               | 29 (84)                                               | 28 (82)                                               | 27 (81)                                               | 26 (79)                                               | 27 (81)                                               |
| Média baixa °C (°F)                                   | 23 (73)                                               | 23 (73)                                               | 23 (73)                                               | 25 (77)                                               | 25 (77)                                               | 26 (79)                                               | 26 (79)                                               | 26 (79)                                               | 26 (79)                                               | 26 (79)                                               | 25 (77)                                               | 24 (75)                                               | 23 (73)                                               |
| Média precipitação cm (pol.)                          | 7 (2.8)                                               | 4 (1.6)                                               | 4 (1.6)                                               | 7 (2.8)                                               | 9 (3.5)                                               | 7 (2.8)                                               | 8 (3.1)                                               | 11 (4.3)                                              | 11 (4.3)                                              | 9 (3.5)                                               | 11 (4.3)                                              | 9 (3.5)                                               | 102 (40.2)                                            |
| Fonte: Weatherbase                                    |                                                       |                                                       |                                                       |                                                       |                                                       |                                                       |                                                       |                                                       |                                                       |                                                       |                                                       |                                                       |                                                       |

## Vegetação
O terreno de coral e calcário de Anguila não oferece possibilidades de subsistência para florestas, bosques, pastos, lavouras e terras aráveis. O seu clima seco e solo fino dificultam o desenvolvimento da agricultura comercial.